# アフマド・ティビ

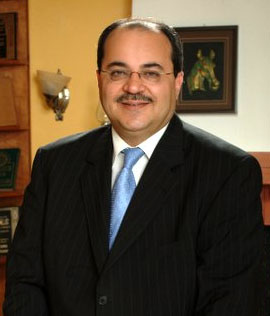
アフマド・ティビ

アフマド・ティビ（1958年12月19日- アラビア語:أحمد الطيبي ヘブライ語:אחמד טיבי）はイスラエルの政治家。タール党首。アラブ系イスラエル人。

## 来歴
1958年12月19日にタイベで生まれる。ヘブライ大学で医学を学んだ。
1999年にクネセト議員に初当選する前、ティビはパレスチナ自治政府のヤーセル・アラファート議長の政治的なアドバイザーを数年務めた。
一部の右翼的なユダヤ系イスラエル人政治家は、ティビがパレスチナ自治政府を支援しているとして、議員への立候補資格を剥奪させようと運動を起こした。しかし、ティビは法廷闘争に臨み、最終的にイスラエル最高裁判所はティビに味方し、立候補資格を剥奪されることはなかった。
また、ガザ紛争の影響で、中央選管が2009年1月にティビの選挙資格を剥奪したが、ティビは「イスラエルは人種差別の国か。我々はこういった争いには慣れているので必ず勝つ」と発言し、イスラエル最高裁へ告訴も辞さない構えを見せた。1月21日、最高裁は賛成多数により委員会の決定を覆した。ティビはこの決定を歓迎し「我々はファシズムに打ち勝ったのだ。闘争は終わったが、人種差別がイスラエルの流行である以上、戦いはまだ終わらない。最高裁の決定はカディマや労働党による誤りを正したのだ」と述べた。
その後も、クネセト議員として活動を続けている。

## その他
2010年11月に、2008年のガザ紛争の際に9歳のパレスチナ人の子供に爆発物が入っているかどうかを確かめさせるためにバッグを開けさせた容疑で、イスラエル国防軍の軍曹に軍事裁判で猶予付き判決が出たことについて「刑が軽すぎる」と批判、「パレスチナの子供の生命が意味のないものと言うものだ」「数百人のパレスチナの子供がイスラエル軍に殺されているのに、何らの罰も受けず、告発さえされていないのも驚くに値しない」と述べた。
2012年7月18日、クネセトの壇上で演説中に、1990年に暗殺された極右政治家メイル・カハネの写真を取り出し、破り捨てて踏みつける行為をしたため、カハネ主義者のクネセト議員であるミハエル・ベン＝アリがこれに激昂し、クネセト内が騒然となった。